# Mika Yamamoto
Mika Yamamoto (山本美香 Yamamoto Mika?) (26 de mayo de 1967 - 20 de agosto de 2012) fue una multipremiada fotoperiodista japonesa que también realizaba videos y trabajaba para la agencia de noticias Japan Press. Yamamoto murió el 20 de agosto de 2012, mientras cubría la actual revolution en Aleppo, Siria. Es la primera periodista japonesa y cuarta extranjera que muere en la revolución de Siria, que comenzó en marzo de 2011. Es también la decimoquinta periodista asesinada en Siria en 2012.

## Vida y educación temprana
Yamamoto nació en Tsuru, una ciudad en la prefectura de Yamanashi, el 26 de mayo de 1967. Tiene dos hermanas y su padre es Koji Yamamoto, un exreportero de Asahi Shimbun. Se graduó en la Universidad de Tsuru.

## Carrera
Yamamoto comenzó su carrera en 1990 como directora de una emisora de televisión por cable, Asahi Newstar y produjo documentales y programas informativos. En 1995 se unió a Japan Press, grupo independiente de medios de comunicación, con sede en Tokio. En Japan Press cubría noticias y producía documentales para la difusión de televisión y revistas centradas en el Oriente Medio y Asia sudoccidental. Se desempeñó como corresponsal de la Japan Press en áreas críticas tales como Kosovo, Bosnia, Chechenia, Indonesia, Afganistán en 2001, Irak en 2003 y Uganda. Informó sobre la represión de las mujeres afganas en Kabul y se entrevistó con talibanes en Afganistán. Trabajó como corresponsal especial de Nippon TV en Irak. Sobrevivió a los bombardeos aéreos contra el Hotel Palestina en Bagdad el 8 de abril de 2003, donde dos periodistas de Reuters y un locutor español fueron asesinados. Yamamoto también trabajó como reportera de un noticiero de Nippon TV en 2003 y 2004. Siempre empleaba cámaras portátiles de video y hacía su propia edición durante las actividades de sus informes.
También trabajó como profesora a tiempo parcial en la escuela de periodismo de la Universidad de Waseda un par de veces. Le preocupaban los efectos de la guerra sobre los ciudadanos comunes y el papel del periodismo durante los tiempos de guerra. En noviembre de 2011, comenzó a servir como consultora independiente para la Unidad de Revitalización del Gobierno, con responsabilidad para reducir el gasto innecesario. Yamamoto fue a Siria para cubrir la guerra civil.

### Premios
En 2001, Yamamoto recibió el premio Presidencial por su cobertura de Afganistán. Ella recibió el 26ª premio Nugichi en 2002 y Vaughn-Uyeda Memorial Prize de los Editores de Periódicos Japoneses y la Asociación de Editores por sus reportajes de los asuntos internacionales en el 2004.

## Muerte
Yamamoto y su colega japonés, Kazutaka Sato, viajaban con los miembros del Ejército Libre de Siria cuando ocurrió el ataque en Alepo. Fue herida de gravedad en el barrio Suleiman al Halabi, durante un enfrentamiento entre sirios de las fuerzas pro- y antigubernamentales el 20 de agosto de 2012; el también periodista Sato declaró que la muerte de Yamamoto se produjo cuando las tropas pro-régimen aparecieron y comenzaron a "disparar al azar". Murió en un hospital cercano tras recibir un disparo en el cuello. Un combatiente rebelde denunció que murió durante los bombardeos de las fuerzas pro-gubernamentales. Masaru Sato, un portavoz del Ministerio de Relaciones Exteriores en Tokio, confirmó su muerte el 20 de agosto de 2012. Su cuerpo fue entregado por los miembros de la Liwa Asifat al Shamal, uno de los grupos unidos al Ejército Libre de Siria, a los funcionarios consulares japonesas en Kilis, al sur de Turquía, a las 1:00 p. m. del 21 de agosto de 2012.

## Reacciones
El Director Ejecutivo del Comité para la Protección de los Periodistas, Joel Simon expresó su pesar y envió sus más profundas condolencias a la familia de Yamamoto y amigos. El 22 de agosto de 2012, el ministro de Exteriores japonés, Kōichirō Gemba dijo que la muerte de Yamamoto fue muy desafortunada y envió condolencias a su familia.